# Золушка (фильм, 1898)
«Зо́лушка» (англ. Cinderella) — немой короткометражный утерянный фильм Джорджа Альберта Смита. Самая ранняя экранизация знаменитой сказки. Фильм снимался в июле 1898 года. Дата премьеры неизвестна.

## Сюжет
Золушка видит добрую фею, и фея помогает ей пойти на бал.